# Fuerte de San Diego (Algeciras)

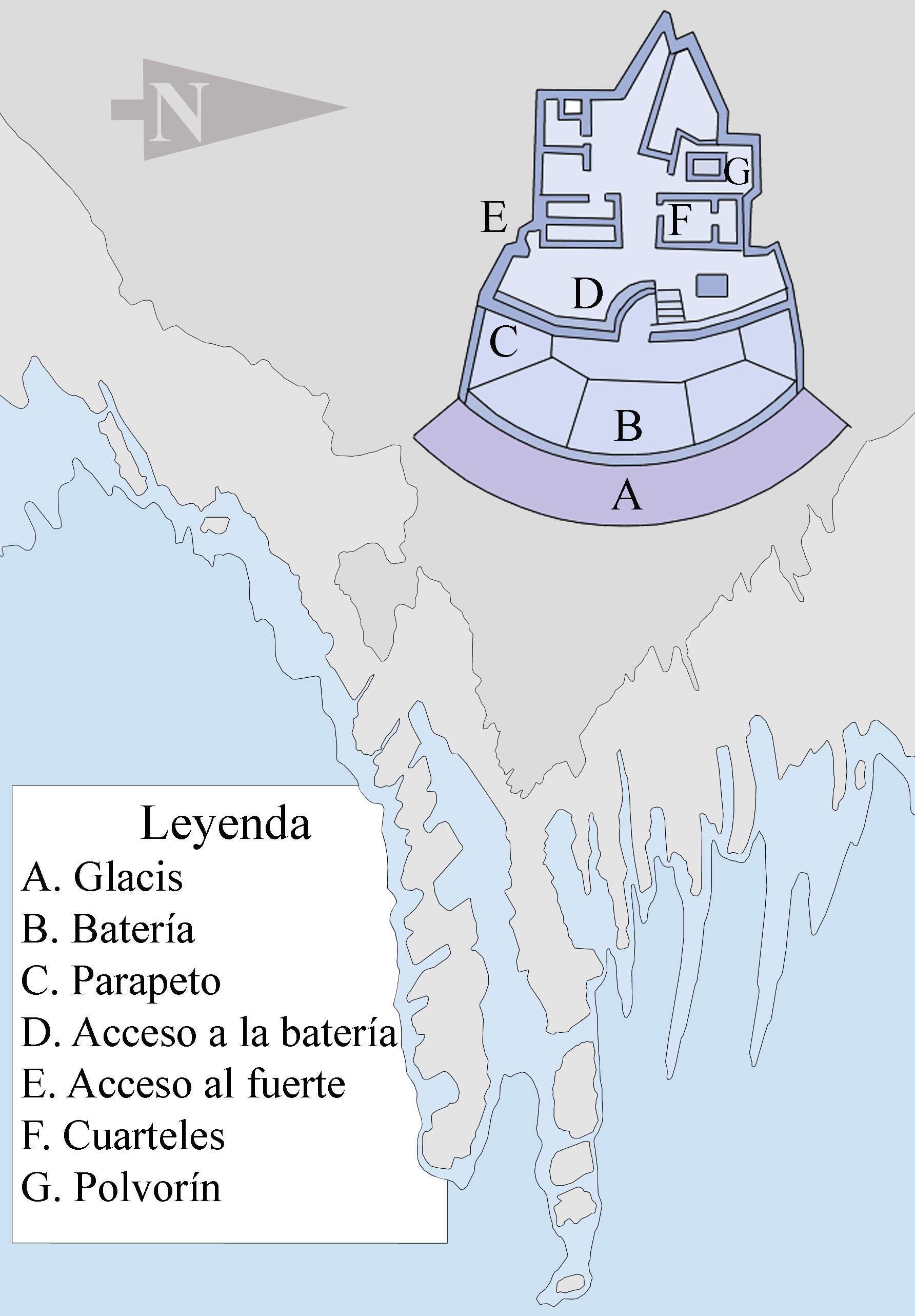
Diagrama de ubicación del Fuerte de San Diego.

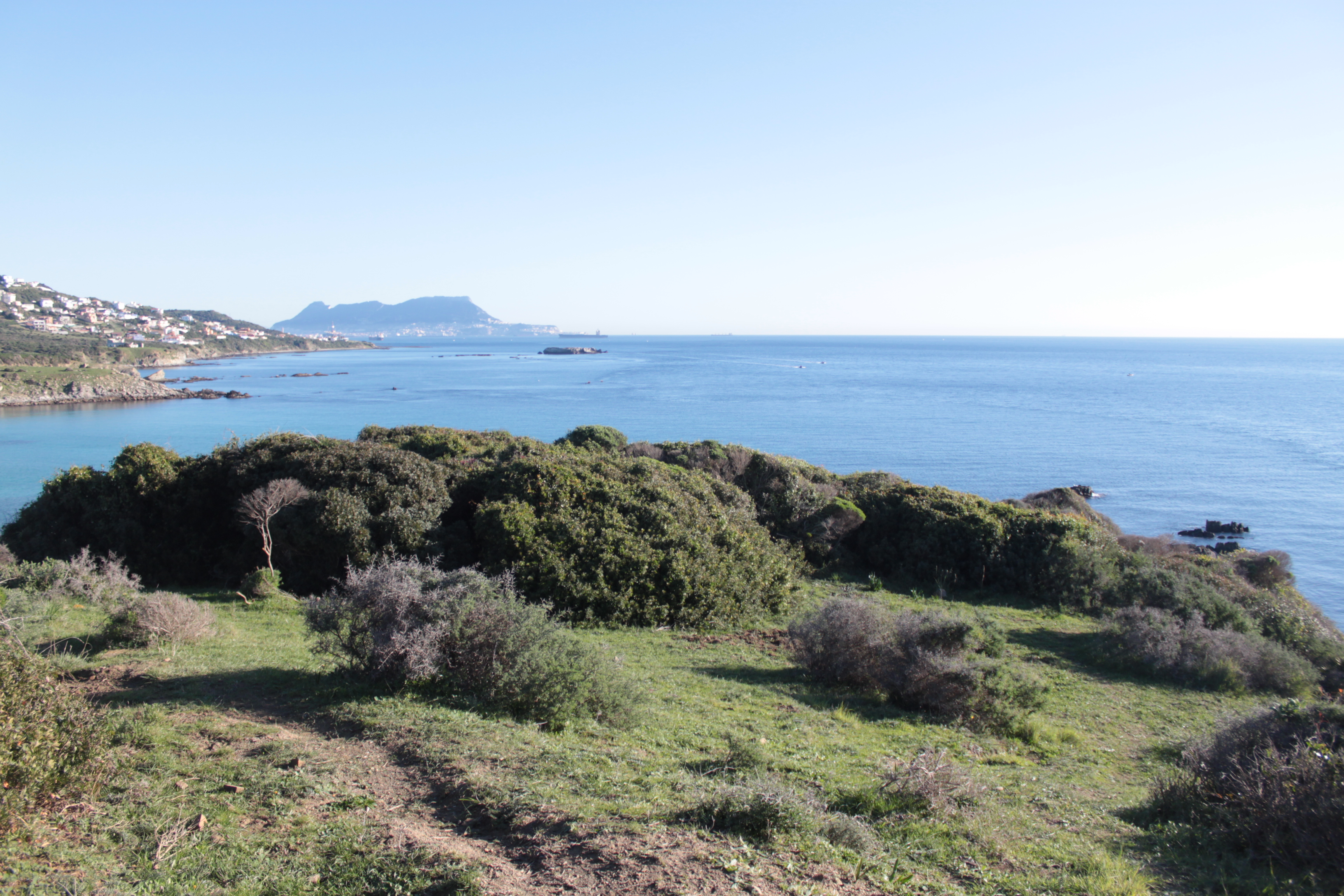
Estado actual del lugar donde se localizaba el Fuerte.

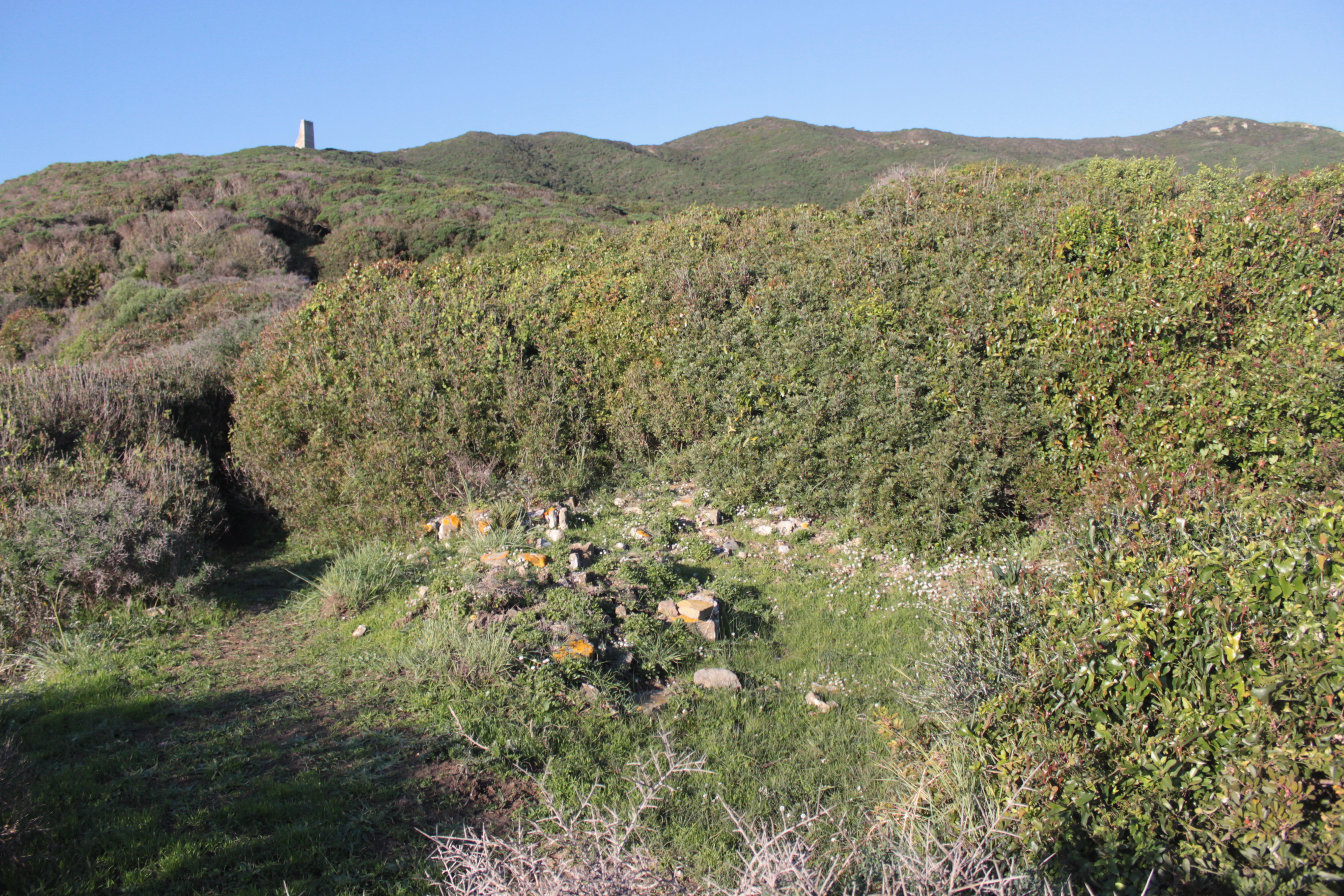
Restos del muro de mampuesto del parapeto en la actualidad, al fondo la Torre del Fraile.

El Fuerte de San Diego de Algeciras fue una instalación militar construida alrededor de 1730 como consecuencia de la política de fortificación de la zona próxima a Gibraltar emprendida por el gobierno de España.
Esta fortificación formaba parte del sistema de baterías situadas en la Bahía de Algeciras creadas a partir de la pérdida de Gibraltar en 1704 con la intención de proteger la ciudad de posibles invasiones británicas y las embarcaciones que se resguardaban en el puerto. Se hallaba situado en Punta del Fraile, al sur de la Bahía de Algeciras en el Estrecho de Gibraltar. Este fuerte establecía contacto visual con el Fuerte de Punta Carnero situado al norte de su posición pero no tenía contacto visual con el fuerte situado al sur el de El Tolmo encontrándose desprotegido por esta posición ante eventuales ataques. Para evitar este contratiempo este fuerte se completaba con la presencia de una torre vigía, la  Torre del Fraile unos metros ladera arriba. Poseía una batería circular con una dotación artillera de dos cañones de 24 libras y tres de dieciocho. Su defensa por tierra se veía favorecida por lo abrupto del terreno aunque también su construcción misma, por ello esta construcción a diferencia de otras de la zona no se encontraba abaluartada.
El fuerte fue destruido en 1811 durante la alianza con el Reino Unido contra las tropas de Napoleón como ocurrió con prácticamente todos los fuertes de la zona. La torre sin embargo se encuentra aún en pie.